# Gala (mela)

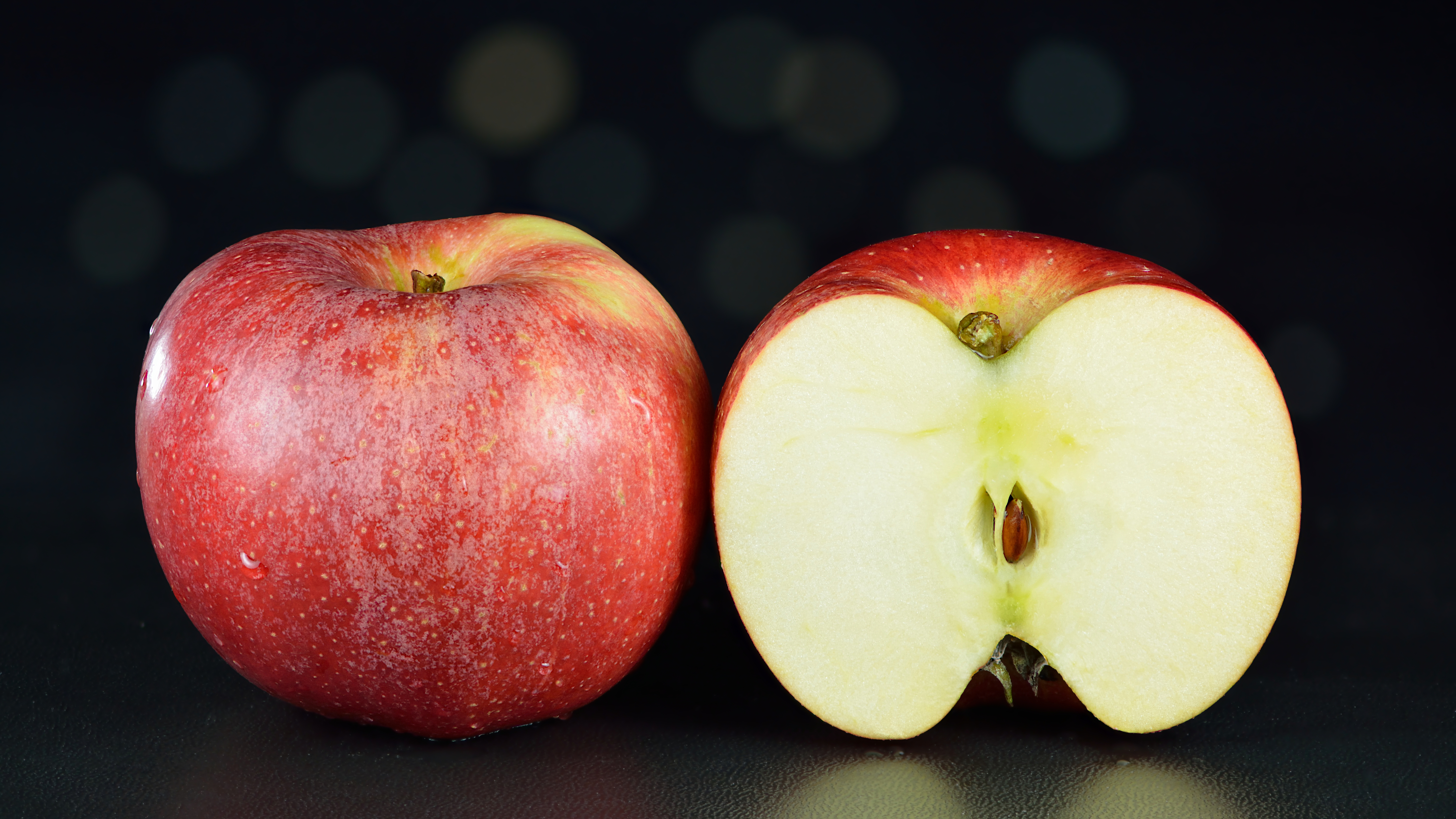
Royal Gala

Gala è una cultivar (varietà) di mela creata in Nuova Zelanda nel 1930 incrociando le varietà Golden Delicious e Kidd's Orange.
Questa varietà precoce di mela ha forma tondeggiante, buccia di colore rosso con striature, polpa croccante e succosa, sapore dolcemente aromatico.
In Italia è una tra le varietà più coltivate, specialmente nell'arco alpino.

## Aspetto e sapore
La mela Gala è solitamente un frutto di ridotta pezzatura, piuttosto aromatico, che si presta bene alla cottura. Presenta una buccia di colore rosso non uniforme con striature verticali tendenti al verde o al giallo. La buccia è piuttosto spessa rispetto ad altre cultivar di mela e piuttosto resistente agli urti. La polpa è dolce, granulosa. Attributi di una mela di buona qualità sono una polpa soda e croccante dal sapore dolce.

## Coltivazione e commercio
Il periodo di raccolta di questa varietà va da maggio a settembre nell'emisfero nord. La grande diffusione e l'apprezzamento commerciale della cultivar la rendono disponibile quasi tutto l'anno per la grande distribuzione, grazie al commercio internazionale o agli appositi mezzi di conservazione.

## Storia
Il primo albero di mele Gala nacque dall'incrocio delle varietà Golden Delicious e Kidd's Orange per opera del coltivatore J.H.Kidd. Donald W. McKenzie, un impiegato della Stark Bros. Nursery ottenne una licenza per la coltivazione sul suolo statunitense di questa varietà il 15 ottobre 1974. La varietà ottenne una popolarità crescente anche nel resto del mondo, arrivando per esempio a rappresentare quasi il 20% della attuale produzione commerciale di mele.

## Cultivar imparentate
- Delfloga (Royal Gala × Florina)
- Jazz (Royal Gala × Braeburn)
- Envy (Royal Gala × Braeburn)
- Nicoter (Gala × Braeburn) [5]